# İlham Mehdiyev
Ilham Mehdiyev (en azerbaïdjanais: İlham  Mehdiyev; né en 1965) est un officier de l'armée azerbaïdjanaise, lieutenant général et chef adjoint du Service national des frontières d'Azerbaïdjan. Auparavant, il était également chef de la branche des garde-côtes azerbaïdjanais du Service national des frontières (SNF). Mehdiyev a commandé le SNF azerbaïdjanais pendant la guerre du Haut-Karabakh de 2020 et a reçu le titre de héros de la guerre patriotique. 

## Vie
Ilham Ismayil oglu Mehdiyev est né le 2 août 1965  dans le village de Hanifa du district de Balakan en RSS d'Azerbaïdjan, alors en Union soviétique.
Ilham Mehdiyev est marié et père de trois enfants.

## Service
Mehdiyev a commencé son service militaire dans les rangs des forces armées azerbaïdjanaises en 1993. En 2006, il était devenu général de division, occupant le poste de chef adjoint du Service national des frontières de l'Azerbaïdjan (SNF) et de chef des garde-côtes azerbaïdjanais pour la Garde côtière, appartenant au SNF. 
Mehdiyev a participé à la guerre du Haut-Karabakh de 2020, commandant le SNF azerbaïdjanais lors de l'offensive dans la vallée d'Aras. Ses forces avaient poussé 100 kilomètres (62 mi) de profondeur dans la ligne de front en dix jours, et pris le contrôle des districts de Jabrayil et Zangilan, ainsi que des ponts de Khodaafarin

## Prix
- Mehdiyev a reçu la Médaille du mérite militaire le 16 août 2002, par décret du président azerbaïdjanais d'alors, Heydar Aliyev.

- Mehdiyev a reçu la médaille Pour la patrie le 16 août 2007, par décret du président de l'Azerbaïdjan, Ilham Aliyev.

- Mehdiyev a reçu le Pour le service à l'Ordre de la Patrie le 18 août 2008, par décret du Président Aliyev.

- Mehdiyev a reçu l'Ordre du drapeau azerbaïdjanais le 14 août 2012, par décret du président Aliyev.

- Mehdiyev a reçu la médaille de la bravoure le 15 août 2014, par décret du président Aliyev.

- Mehdiyev a été promu lieutenant général en août 2016.

- Mehdiyev a reçu l'Ordre du courage le 16 août 2019, par décret du président Aliyev[4].

- Mehdiyev a reçu le titre honorifique de héros de la guerre patriotique, qui est le titre le plus élevé en Azerbaïdjan, le 9 décembre 2020, par décret du président Aliyev.

- Mehdiyev a reçu la médaille pour la libération de Jabrayil le 24 décembre 2020 par décret du président Aliyev.

- Mehdiyev a reçu la médaille pour la libération de Zangilan le 25 décembre 2020, par décret du président Aliyev[5]